# كيسوكي سوزوكي
كيسوكي سوزوكي هو بيروقراطي وسياسي ياباني، ولد في 9 فبراير 1977 في لندن في المملكة المتحدة. حزبياً، نشط في الحزب الليبرالي الديمقراطي الياباني. في الانتخابات العامة اليابانية 2017، انتخب عضو مجلس النواب من اليابان عن دائرة Kanagawa 7th district ‏ وقد انضم خلال فترته النيابية ‏ (22 أكتوبر 2017 – ) للكتلة البرلمانية الحزب الليبرالي الديمقراطي الياباني وانتخب عضو مجلس النواب من اليابان عن دائرة Kanagawa 7th district ‏ وقد انضم خلال فترته النيابية ‏ للكتلة البرلمانية الحزب الليبرالي الديمقراطي الياباني.

## وصلات خارجية
- الموقع الرسمي